# لشکر ۲۲ کوهستانی لهستان

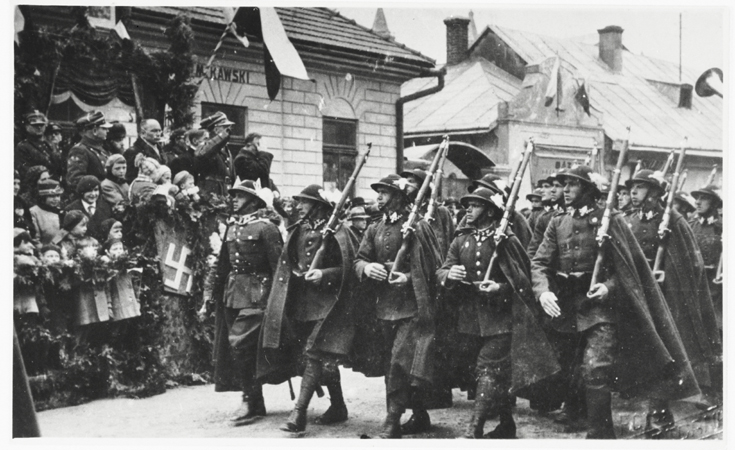
سربازان هنگ پودهاله در حال رژه با لباس‌های مخصوص خود، سانوک سال ۱۹۳۶

لشکر ۲۲ کوهستانی (لهستانی: 22 Dywizja Piechoty Górskiej, 22 DPG) یکی از دو واحد پیاده‌نظام کوهستانی لهستان بود که پیش از جنگ جهانی دوم در نیروی زمینی لهستان ایجاد گشت و در دفاع از لهستان نقش ایفا کرد. نیروهای این یگان پیش از جنگ در اطراف سانوک، پرزمیسی و سامبوژتس مستقر بودند.
لشکر ۲۲ کوهستانی در کنار لشکر ۲۱ کوهستانی لهستان و لشکر ۱۱ پیاده‌نظام لهستان سه یگانی بودند که یونیفورم‌هایی متفاوت از دیگر یگان‌های ارتش لهستان را می‌پوشیدند که متأثر از لباس محلی گورال‌ها (مردمان کوهستان‌نشین لهستان) بود.
با آغاز جنگ این لشکر در ابتدا به سپاه پروسی پیوست که پس از نابودی این سپاه باقی مانده واحدهای لشکر با دیگر نیروهای باقی‌مانده جهت ادامه جنگ ادغام گشتند.